# وست کروست، آرکانزاس
وست کروست (به انگلیسی: West Crossett) یک منطقهٔ مسکونی در ایالات متحده آمریکا است که در شهرستان اشلی، آرکانزاس واقع شده‌است. وست کروست ۳۰٫۸۳ کیلومتر مربع مساحت و ۷۵ نفر جمعیت دارد و ۴۶ متر بالاتر از سطح دریا واقع شده‌است.